# Plotheia nigra
Plotheia nigra är en fjärilsart som beskrevs av Embrik Strand 1917. Plotheia nigra ingår i släktet Plotheia och familjen trågspinnare. Inga underarter finns listade i Catalogue of Life.